# ۴۸۵ (پیش از میلاد)
۴۸۵ (پیش از میلاد) ۴۸۵مین سال قبل از تقویم میلادی است.

## رویدادها
- تاجگذاری و آغاز سلطنت خشایارشا در ایران